# Três Palmeiras
Três Palmeiras är en kommun i Brasilien.   Den ligger i delstaten Rio Grande do Sul, i den södra delen av landet, 1 400 km söder om huvudstaden Brasília. Antalet invånare är 4 381.
Trakten runt Três Palmeiras består till största delen av jordbruksmark. Runt Três Palmeiras är det ganska glesbefolkat, med 21 invånare per kvadratkilometer.